# Stag
Stag (рус. Олень) — восьмой студийный альбом американской сладж-метал-группы Melvins, который был издан в 1996 году на лейбле Atlantic Records.
Нейтан Скатчерд из издания The Student Review называет альбом здоровым сочетанием доступности и некоторой странности, что делает его хорошей отправной точкой для ознакомления с творчеством группы.

### Видеоклипы
В 1996 году был опубликован клип на песню «Bar-X-The Rocking M».

## Список композиций
| №   | Название              | Длительность |
| --- | --------------------- | ------------ |
| 1.  | «The Bit»             | 4:43         |
| 2.  | «Hide»                | 0:49         |
| 3.  | «Bar-X-the Rocking M» | 2:22         |
| 4.  | «Yacob's Lab»         | 1:15         |
| 5.  | «The Bloat»           | 3:40         |
| 6.  | «Tipping the Lion»    | 3:45         |
| 7.  | «Black Bock»          | 2:41         |
| 8.  | «Goggles»             | 6:28         |
| 9.  | «Soup»                | 2:37         |
| 10. | «Buck Owens»          | 3:09         |
| 11. | «Sterilized»          | 3:28         |
| 12. | «Lacrimosa»           | 4:38         |
| 13. | «Skin Horse»          | 5:14         |
| 14. | «Captain Pungent»     | 2:19         |
| 15. | «Berthas»             | 1:23         |
| 16. | «Cottonmouth»         | 1:55         |

## Над альбомом работали

### Участники группы
- Базз Осборн — гитара, вокал, все инструменты («Hide»), синтезатор Moog («Soup»), басс («Sterilized»), ударные («Lacrimosa»)
- Марк Дьютром — басс, гитара («The Bit», «Bar-X-the Rocking M», «The Bloat», «Tipping the Lion», «Black Bock», «Sterilized», «Lacrimosa», «Skin Horse»), все инструменты («Yacob's Lab»), синтезатор Moog («Soup»), баритон-гитара («Skin Horse»), пианино («Skin Horse»)
- Дейл Кровер — ударные, ситар («The Bit»), гитара («The Bit», «Sterilized»), бонго («Black Bock»), все инструменты («Cottonmouth»)

### Приглашённые музыканты
- Уолтер Кибби II (участник Fishbone) — тромбон («Bar-X-the Rocking M»)
- Мак Мэнн — орган, пианино («Bar-X-the Rocking M»)
- Гарт Ричардсон — вокал («Black Bock»)
- Dr. Beat — синтезатор Moog («Soup»)
- Билл Бартелл — гитара («Sterilized»)
- Маки Осборн — ударные («Lacrimosa»)

### Прочие
- Алекс Ньюпорт — звукорежиссура
- Гарт Ричардсон — звукорежиссура
- Маки Осборн — дизайн обложки альбома
- Джо Барреси — звукорежиссура
- Крис Козловски — звукорежиссура
- Стивен Маркуссен — мастеринг
- Рон Боустед — мастеринг